# Overloaded: The Singles Collection
Overloaded: The Singles Collection är ett samlingsalbum av den brittiska popgruppen Sugababes. Det släpps den 13 november 2006. Förutom tretton hitlåtar innehåller albumet även två nya låtar, Easy och Good To Be Gone.

## Låtförteckning
1. "Freak Like Me" – 3:16
2. "Round Round" – 3:57
3. "Red Dress" – 3:36
4. "In The Middle" – 3:53
5. "Stronger" – 4:00
6. "Shape" – 4:11
7. "Overload" – 4:35
8. "Good To Be Gone" – 3:28
9. "Caught In A Moment" – 4:23
10. "Ugly" – 3:50
11. "Easy" – 3:36
12. "Too Lost In You" – 3:58
13. "Run for Cover" – 3:47
14. "Hole In The Head" – 3:38
15. "Push the Button" – 3:37